# Dengeki Bunko Magazine
Dengeki Bunko Magazine (電撃文庫MAGAZINE?) es una revista japonesa de novelas ligeras publicada bimestralmente por ASCII Media Works (anteriormente MediaWorks y perteneciente a la corporación Kadokawa).

## Información general
La revista originalmente es lanzada el 10 de octubre de 2007 como una edición especial de Dengeki Daioh y debido a su éxito, el 10 de diciembre de ese mismo año con la publicación de su primera edición, sucede a la revista de novelas ligeras Dengeki hp. El diseño de la portada de la primera edición estuvo bajo la responsabilidad de Noizi Ito.
Dengeki hp se hizo cargo del sistema de edición y algunos contenidos, al tiempo que los escritores de Dengeki Bunko redactan la obra. El nombre 'Dengeki Bunko Magazine, está inmerso y es manejado bajo el nombre Dengeki hp ya que posee un ISBN sin un código de revista propio.
El volumen 1 y volumen 2 son publicados el 9 de febrero y 9 de marzo de 2008 respectivamente. Dengeki Bunko Magazine se convierte en una revista independiente con la publicación de su tercer volumen el 10 de abril de 2008 (edición  de mayo de 2008).
La revista publica información relativa a las novelas ligeras publicadas por ASCII Media Works bajo el sello de la editorial Dengeki Bunko, junto con cuentos escritos por autores ya establecidos que han tenido novelas ligeras anteriores publicadas bajo Dengeki Bunko. Otra información hace referencia a las adaptaciones de las novelas ligeras, como los videojuegos, el anime o manga.
A partir del 16 de marzo de 2014 se realiza el lanzamiento para distribuir la revista en la internet. Aunque dicho libro en la web es limitado y no es posible catalogarlo como un libro en línea, es registrado por Dengeki Bunko como un libro no oficial, y es entregado como un privilegio a los usuarios que compran la revista.

## Historias serializadas

### Novelas ligeras
- Black Bullet
- C³
- Gekitotsu no Hexennacht
- Hataraku Maō-sama!
- Heavy Object
- Kino no Tabi -the Beautiful World-
- Kyōkai Senjō no Horizon
- Ladies versus Butlers!
- Mahōka Kōkō no Rettōsei
- Meg y Seron
- Netoge no Yome wa Onna no Ko Janai to Omotta?
- Ore no Imōto ga Konna ni Kawaii Wake ga Nai
- Ro-Kyu-Bu!
- Sentouki Shoujo Chronicle
- Shakugan no Shana
- Shinigami no Ballad
- Shirohime Quest
- Spice and Wolf
- Strike the Blood
- Sword Art Online
- To Aru Majutsu no Index
- Toradora! — Toradora Spin-off!

### Manga
- Accel World
- Strike the Blood
- Sword Art Online